# Lúka

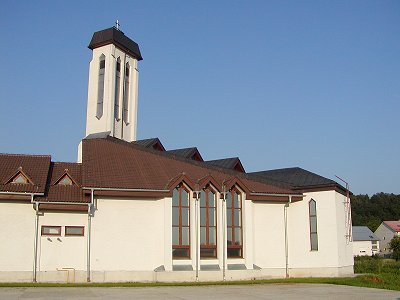
Lúka

Lúka (Hongaars: Vágluka) is een Slowaakse gemeente in de regio Trenčín, en maakt deel uit van het district Nové Mesto nad Váhom.
Lúka telt 624 inwoners.